# Župna crkva sv. Kvirina biskupa i mučenika u Zagrebu
Župna crkva sv. Kvirina biskupa i mučenika katolička je crkva izgrađena 2003. godine. Nalazi se u zagrebačkoj četvrti Gornji grad – Medveščak u ulici Pantovčak. Godine 2011. posvetio ju je zagrebački nadbiskup kardinal Josip Bozanić.

## Povijest i arhitektura
Nakon osnivanja župe u 1999. godini, kupljena je parcela na Pantovčaku 85 za izgradnju nove crkve i pastoralnog centra. Idejno rješenje izradio je arhitekt Djivo Dražić. Gradnja crkve je započela u svibnju 2002. Godine 2008. postavljena su i instalirana tri zvona na crkvu. Najveće je zvono Sv. Kvirina (550 kg), srednje je zvono Sv. Obitelji (260 kg)  te malo zvono Sv. Jurja (160 kg). Sva tri zvona su izlivena u Innsbrucku u Austriji.

## Galerija
- Pogled na crkvu iz ulice Pantovčak
- Bočno pročelje s tri zvona
- Pogled s ulaza
- Unutrašnjost crkve
- Oltar
- Svetište